# Свисток Гальтона

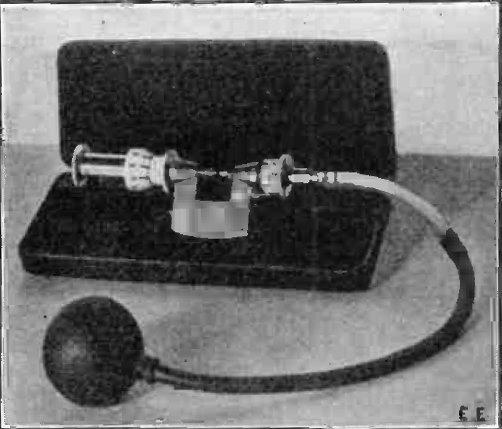
Свисток Гальтона

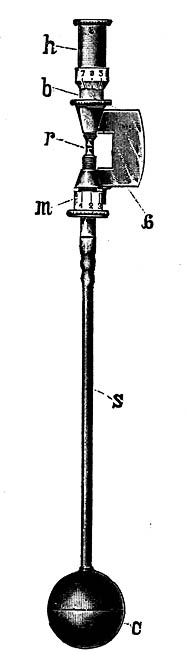
Свисток Гальтона

Свисто́к Га́льтона — акустический излучатель, работающий по принципу свистка (рассечение воздушного потока клином, расположенным рядом с акустическим резонатором). Как правило, используется для получения ультразвука, однако свистки аналогичной конструкции могут применяться и для получения звука как в слышимом, так и инфразвуковом диапазоне.

## Принцип действия
Акустические колебания создаются подобно звуку высокого тона на острие ножа, когда на него попадает поток воздуха. Роль такого острия в свистке Гальтона играет «губа» в цилиндрической резонансной полости. Газ, пропускаемый под высоким давлением через полый цилиндр, ударяется об эту «губу»; возникают колебания, частота которых определяется размерами сопла и губы. В наиболее распространённых свистках эта частота равна примерно 170 кГц.

## Применение
В основном свисток Гальтона применяют для подачи команд при дрессировке собак и кошек.

## История
Первый свисток такого типа сделал в 1883 году англичанин Фрэнсис Гальтон.
В 1960-х годах французский физик Владимир Гавро изготовил инфразвуковой свисток Гальтона, оказавшийся эффективным источником инфразвука.